# Zgornje Gameljne
Zgornje Gameljne este o localitate din comuna Ljubljana, Slovenia, cu o populație de 501 locuitori.